# Copa del Món de tennis 2010
L'ARAG World Team Cup 2010 correspon a la 33a edició de la Copa del món de tennis entre països. Es va disputar entre el 16 i el 22 de maig al Rochusclub de Düsseldorf, Alemanya.
El defensor del títol, Sèrbia, fou eliminat en la fase Round Robin. Argentina va vèncer en la final als Estats Units i va aconseguir la seva quarta copa del món.

## Equips

### Grup Blau
| Argentina - Juan Mónaco (# 27) - Eduardo Schwank (# 47) - Horacio Zeballos (# 52) | França - Jeremy Chardy (# 44) - Nicolas Mahut (# 157) - Paul-Henri Mathieu (# 56) | Alemanya - Andreas Beck (# 81) - Christopher Kas (# 33 dobles) - Philipp Kohlschreiber (# 29) - Florian Mayer (# 48) | Sèrbia - Filip Krajinovic (# 209) - Dusan Lajovic (# 505) - Viktor Troicki (# 40) - Nenad Zimonjić (# 1 dobles) |

### Grup Vermell
| Austràlia - Carsten Ball (#119) - Paul Hanley (# 15 dobles) - Lleyton Hewitt (# 31) - Peter Luczak (# 71) | Txèquia - Tomas Berdych (# 16) - Lukas Dlouhy (# 5 dobles) - Jan Hajek (# 86) | Espanya - Nicolás Almagro (# 35) - Daniel Gimeno-Traver (# 96) - Marc López (# 25 dobles) | Estats Units - Bob Bryan (# 3 dobles) - Mike Bryan (# 3 dobles) - John Isner (# 19) - Sam Querrey (# 22) |

## Round Robin

### Grup Blau

#### Classificació
| Pos. | País      | Punts | Partits | Sets    |
| ---- | --------- | ----- | ------- | ------- |
| 1    | Argentina | 3 − 0 | 6 − 3   | 13 − 9  |
| 2    | França    | 2 − 1 | 5 − 4   | 13 − 9  |
| 3    | Alemanya  | 1 − 2 | 4 − 5   | 10 − 11 |
| 4    | Sèrbia    | 0 − 3 | 3 − 6   | 7 − 13  |

#### Alemanya vs. França
| Alemanya 1 | Düsseldorf, Alemanya 16 – 17 de maig de 2010 Terra batuda | Düsseldorf, Alemanya 16 – 17 de maig de 2010 Terra batuda             | França 2 |      |          |  |
| \| \| \| \| 1 \| 2 \| 3 \| \| \| - \| ----------------- \| --------------------------------------------------------------------- \| ---- \| ---- \| -------- \| \| \| 1 \| Alemanya · França \| Philipp Kohlschreiber Jérémy Chardy \| 2 6 \| 4 6 \| \| \| \| 2 \| Alemanya · França \| Andreas Beck Paul-Henri Mathieu \| 7 6¹ \| 64 7 \| 6 4 \| \| \| 3 \| Alemanya · França \| Philipp Kohlschreiber / Christopher Kas Jérémy Chardy / Nicolas Mahut \| 3 6 \| 6 3 \| [5] [10] \| \| |                                                           |                                                                       |          |      |          |  |
| |                                                           |                                                                       | 1        | 2    | 3        |  |
| 1 | Alemanya · França                                         | Philipp Kohlschreiber Jérémy Chardy                                   | 2 6      | 4 6  |          |  |
| 2 | Alemanya · França                                         | Andreas Beck Paul-Henri Mathieu                                       | 7 6¹     | 64 7 | 6 4      |  |
| 3 | Alemanya · França                                         | Philipp Kohlschreiber / Christopher Kas Jérémy Chardy / Nicolas Mahut | 3 6      | 6 3  | [5] [10] |  |

#### Argentina vs. Sèrbia
| Argentina 2 | Düsseldorf, Alemanya 16 – 17 de maig de 2010 Terra batuda | Düsseldorf, Alemanya 16 – 17 de maig de 2010 Terra batuda          | Sèrbia 1 |     |          |  |
| \| \| \| \| 1 \| 2 \| 3 \| \| \| - \| ------------------ \| ------------------------------------------------------------------ \| --- \| --- \| -------- \| \| \| 1 \| Argentina · Sèrbia \| Horacio Zeballos Filip Krajinović \| 6 1 \| 6 4 \| \| \| \| 2 \| Argentina · Sèrbia \| Juan Mónaco Viktor Troicki \| 1 6 \| 6 3 \| 7 63 \| \| \| 3 \| Argentina · Sèrbia \| Eduardo Schwank / Horacio Zeballos Viktor Troicki / Nenad Zimonjić \| 1 6 \| 6 3 \| [6] [10] \| \| |                                                           |                                                                    |          |     |          |  |
| |                                                           |                                                                    | 1        | 2   | 3        |  |
| 1 | Argentina · Sèrbia                                        | Horacio Zeballos Filip Krajinović                                  | 6 1      | 6 4 |          |  |
| 2 | Argentina · Sèrbia                                        | Juan Mónaco Viktor Troicki                                         | 1 6      | 6 3 | 7 63     |  |
| 3 | Argentina · Sèrbia                                        | Eduardo Schwank / Horacio Zeballos Viktor Troicki / Nenad Zimonjić | 1 6      | 6 3 | [6] [10] |  |

#### Argentina vs. Alemanya
| Argentina 2 | Düsseldorf, Alemanya 18 – 19 de maig de 2010 Terra batuda | Düsseldorf, Alemanya 18 – 19 de maig de 2010 Terra batuda              | Alemanya 1 |     |     |  |
| \| \| \| \| 1 \| 2 \| 3 \| \| \| - \| -------------------- \| ---------------------------------------------------------------------- \| ---- \| --- \| --- \| \| \| 1 \| Argentina · Alemanya \| Horacio Zeballos Philipp Kohlschreiber \| 3 6 \| 4 6 \| \| \| \| 2 \| Argentina · Alemanya \| Eduardo Schwank Andreas Beck \| 7 63 \| 2 6 \| 6 3 \| \| \| 3 \| Argentina · Alemanya \| Juan Mónaco / Horacio Zeballos Christopher Kas / Philipp Kohlschreiber \| 6 2 \| 6 3 \| \| \| |                                                           |                                                                        |            |     |     |  |
| |                                                           |                                                                        | 1          | 2   | 3   |  |
| 1 | Argentina · Alemanya                                      | Horacio Zeballos Philipp Kohlschreiber                                 | 3 6        | 4 6 |     |  |
| 2 | Argentina · Alemanya                                      | Eduardo Schwank Andreas Beck                                           | 7 63       | 2 6 | 6 3 |  |
| 3 | Argentina · Alemanya                                      | Juan Mónaco / Horacio Zeballos Christopher Kas / Philipp Kohlschreiber | 6 2        | 6 3 |     |  |

#### França vs. Sèrbia
| França 2 | Düsseldorf, Alemanya 18 – 19 de maig de 2010 Terra batuda | Düsseldorf, Alemanya 18 – 19 de maig de 2010 Terra batuda     | Sèrbia 1 |     |   |  |
| \| \| \| \| 1 \| 2 \| 3 \| \| \| - \| --------------- \| ------------------------------------------------------------- \| ---- \| --- \| - \| \| \| 1 \| França · Sèrbia \| Paul-Henri Mathieu Dušan Lajović \| 6 2 \| 6 3 \| \| \| \| 2 \| França · Sèrbia \| Jérémy Chardy Viktor Troicki \| 4 6 \| 2 6 \| \| \| \| 3 \| França · Sèrbia \| Jérémy Chardy / Nicolas Mahut Viktor Troicki / Nenad Zimonjić \| 7 64 \| 6 2 \| \| \| |                                                           |                                                               |          |     |   |  |
| |                                                           |                                                               | 1        | 2   | 3 |  |
| 1 | França · Sèrbia                                           | Paul-Henri Mathieu Dušan Lajović                              | 6 2      | 6 3 |   |  |
| 2 | França · Sèrbia                                           | Jérémy Chardy Viktor Troicki                                  | 4 6      | 2 6 |   |  |
| 3 | França · Sèrbia                                           | Jérémy Chardy / Nicolas Mahut Viktor Troicki / Nenad Zimonjić | 7 64     | 6 2 |   |  |

#### Alemanya vs. Sèrbia
| Alemanya 2 | Düsseldorf, Alemanya 20 – 21 de maig de 2010 Terra batuda | Düsseldorf, Alemanya 20 – 21 de maig de 2010 Terra batuda      | Sèrbia 1 |      |   |  |
| \| \| \| \| 1 \| 2 \| 3 \| \| \| - \| ----------------- \| -------------------------------------------------------------- \| ---- \| ---- \| - \| \| \| 1 \| Alemanya · Sèrbia \| Philipp Kohlschreiber Viktor Troicki \| 7 6¹ \| 6 4 \| \| \| \| 2 \| Alemanya · Sèrbia \| Andreas Beck Filip Krajinović \| 7 5 \| 6 4 \| \| \| \| 3 \| Alemanya · Sèrbia \| Andreas Beck / Florian Mayer Nenad Zimonjić / Filip Krajinović \| 3 6 \| 64 7 \| \| \| |                                                           |                                                                |          |      |   |  |
| |                                                           |                                                                | 1        | 2    | 3 |  |
| 1 | Alemanya · Sèrbia                                         | Philipp Kohlschreiber Viktor Troicki                           | 7 6¹     | 6 4  |   |  |
| 2 | Alemanya · Sèrbia                                         | Andreas Beck Filip Krajinović                                  | 7 5      | 6 4  |   |  |
| 3 | Alemanya · Sèrbia                                         | Andreas Beck / Florian Mayer Nenad Zimonjić / Filip Krajinović | 3 6      | 64 7 |   |  |

#### Argentina vs. França
| Argentina 2 | Düsseldorf, Alemanya 20 – 21 de maig de 2010 Terra batuda | Düsseldorf, Alemanya 20 – 21 de maig de 2010 Terra batuda    | França 1 |     |          |  |
| \| \| \| \| 1 \| 2 \| 3 \| \| \| - \| ------------------ \| ------------------------------------------------------------ \| --- \| --- \| -------- \| \| \| 1 \| Argentina · França \| Juan Mónaco Jérémy Chardy \| 3 6 \| 4 6 \| \| \| \| 2 \| Argentina · França \| Eduardo Schwank Paul-Henri Mathieu \| 3 6 \| 6 3 \| 6 2 \| \| \| 3 \| Argentina · França \| Juan Mónaco / Horacio Zeballos Jérémy Chardy / Nicolas Mahut \| 7 5 \| 3 6 \| [10] [8] \| \| |                                                           |                                                              |          |     |          |  |
| |                                                           |                                                              | 1        | 2   | 3        |  |
| 1 | Argentina · França                                        | Juan Mónaco Jérémy Chardy                                    | 3 6      | 4 6 |          |  |
| 2 | Argentina · França                                        | Eduardo Schwank Paul-Henri Mathieu                           | 3 6      | 6 3 | 6 2      |  |
| 3 | Argentina · França                                        | Juan Mónaco / Horacio Zeballos Jérémy Chardy / Nicolas Mahut | 7 5      | 3 6 | [10] [8] |  |

### Grup Vermell

#### Classificació
| Pos. | País         | Punts | Partits | Sets    |
| ---- | ------------ | ----- | ------- | ------- |
| 1    | Estats Units | 3 - 0 | 6 − 3   | 14 − 8  |
| 2    | Txèquia      | 2 - 1 | 5 − 4   | 12 − 10 |
| 3    | Espanya      | 1 - 2 | 4 − 5   | 10 − 12 |
| 4    | Austràlia    | 0 - 3 | 3 − 6   | 8 − 14  |

#### Estats Units vs. Austràlia
| Estats Units 2 | Düsseldorf, Alemanya 16 – 17 de maig de 2010 Terra batuda | Düsseldorf, Alemanya 16 – 17 de maig de 2010 Terra batuda | Austràlia 1 |      |          |  |
| \| \| \| \| 1 \| 2 \| 3 \| \| \| - \| ------------------------ \| --------------------------------------------------- \| ---- \| ---- \| -------- \| \| \| 1 \| Estats Units · Austràlia \| Sam Querrey Peter Luczak \| 64 7 \| 7 63 \| 6 3 \| \| \| 2 \| Estats Units · Austràlia \| John Isner Lleyton Hewitt \| 2 6 \| 4 6 \| \| \| \| 3 \| Estats Units · Austràlia \| John Isner / Sam Querrey Carsten Ball / Paul Hanley \| 5 7 \| 6 4 \| [10] [8] \| \| |                                                           |                                                           |             |      |          |  |
| |                                                           |                                                           | 1           | 2    | 3        |  |
| 1 | Estats Units · Austràlia                                  | Sam Querrey Peter Luczak                                  | 64 7        | 7 63 | 6 3      |  |
| 2 | Estats Units · Austràlia                                  | John Isner Lleyton Hewitt                                 | 2 6         | 4 6  |          |  |
| 3 | Estats Units · Austràlia                                  | John Isner / Sam Querrey Carsten Ball / Paul Hanley       | 5 7         | 6 4  | [10] [8] |  |

#### Espanya vs. República Txeca
| Espanya 1 | Düsseldorf, Alemanya 16 – 17 de maig de 2010 Terra batuda | Düsseldorf, Alemanya 16 – 17 de maig de 2010 Terra batuda      | República Txeca 2 |     |          |  |
| \| \| \| \| 1 \| 2 \| 3 \| \| \| - \| ------------------------- \| -------------------------------------------------------------- \| ---- \| --- \| -------- \| \| \| 1 \| Espanya · República Txeca \| Daniel Gimeno-Traver Jan Hájek \| 2 6 \| 2 6 \| \| \| \| 2 \| Espanya · República Txeca \| Nicolás Almagro Tomáš Berdych \| 7 64 \| 4 6 \| 3 6 \| \| \| 3 \| Espanya · República Txeca \| Daniel Gimeno-Traver / Marc López Tomáš Berdych / Lukáš Dlouhý \| 7 64 \| 0 6 \| [10] [6] \| \| |                                                           |                                                                |                   |     |          |  |
| |                                                           |                                                                | 1                 | 2   | 3        |  |
| 1 | Espanya · República Txeca                                 | Daniel Gimeno-Traver Jan Hájek                                 | 2 6               | 2 6 |          |  |
| 2 | Espanya · República Txeca                                 | Nicolás Almagro Tomáš Berdych                                  | 7 64              | 4 6 | 3 6      |  |
| 3 | Espanya · República Txeca                                 | Daniel Gimeno-Traver / Marc López Tomáš Berdych / Lukáš Dlouhý | 7 64              | 0 6 | [10] [6] |  |

#### Estats Units vs. Espanya
| Estats Units 2 | Düsseldorf, Alemanya 18 – 19 de maig de 2010 Terra batuda | Düsseldorf, Alemanya 18 – 19 de maig de 2010 Terra batuda | Espanya 1 |     |      |  |
| \| \| \| \| 1 \| 2 \| 3 \| \| \| - \| ---------------------- \| -------------------------------------------------------- \| --- \| --- \| ---- \| \| \| 1 \| Estats Units · Espanya \| Robby Ginepri Nicolás Almagro \| 3 6 \| 7 5 \| 64 7 \| \| \| 2 \| Estats Units · Espanya \| Sam Querrey Daniel Gimeno-Traver \| 6 3 \| 6 4 \| \| \| \| 3 \| Estats Units · Espanya \| Bob Bryan / Mike Bryan Daniel Gimeno-Traver / Marc López \| 6 3 \| 7 5 \| \| \| |                                                           |                                                           |           |     |      |  |
| |                                                           |                                                           | 1         | 2   | 3    |  |
| 1 | Estats Units · Espanya                                    | Robby Ginepri Nicolás Almagro                             | 3 6       | 7 5 | 64 7 |  |
| 2 | Estats Units · Espanya                                    | Sam Querrey Daniel Gimeno-Traver                          | 6 3       | 6 4 |      |  |
| 3 | Estats Units · Espanya                                    | Bob Bryan / Mike Bryan Daniel Gimeno-Traver / Marc López  | 6 3       | 7 5 |      |  |

#### República Txeca vs. Austràlia
| República Txeca 2 | Düsseldorf, Alemanya 18 – 19 de maig de 2010 Terra batuda | Düsseldorf, Alemanya 18 – 19 de maig de 2010 Terra batuda | Austràlia 1 |      |          |  |
| \| \| \| \| 1 \| 2 \| 3 \| \| \| - \| --------------------------- \| ---------------------------------------------------- \| --- \| ---- \| -------- \| \| \| 1 \| República Txeca · Austràlia \| Jan Hájek Peter Luczak \| 6 1 \| 6 2 \| \| \| \| 2 \| República Txeca · Austràlia \| Tomáš Berdych Carsten Ball \| 6 3 \| 7 64 \| \| \| \| 3 \| República Txeca · Austràlia \| Jan Hájek / Lukáš Dlouhý Carsten Ball / Peter Luczak \| 3 6 \| 7 5 \| [6] [10] \| \| |                                                           |                                                           |             |      |          |  |
| |                                                           |                                                           | 1           | 2    | 3        |  |
| 1 | República Txeca · Austràlia                               | Jan Hájek Peter Luczak                                    | 6 1         | 6 2  |          |  |
| 2 | República Txeca · Austràlia                               | Tomáš Berdych Carsten Ball                                | 6 3         | 7 64 |          |  |
| 3 | República Txeca · Austràlia                               | Jan Hájek / Lukáš Dlouhý Carsten Ball / Peter Luczak      | 3 6         | 7 5  | [6] [10] |  |

#### Estats Units vs. República Txeca
| Estats Units 2 | Düsseldorf, Alemanya 20 – 21 de maig de 2010 Terra batuda | Düsseldorf, Alemanya 20 – 21 de maig de 2010 Terra batuda | República Txeca 1 |     |      |  |
| \| \| \| \| 1 \| 2 \| 3 \| \| \| - \| ------------------------------ \| --------------------------------------------------- \| --- \| --- \| ---- \| \| \| 1 \| Estats Units · República Txeca \| Sam Querrey Jan Hájek \| 6 3 \| 7 5 \| \| \| \| 2 \| Estats Units · República Txeca \| John Isner Tomáš Berdych \| 6 1 \| 1 6 \| 64 7 \| \| \| 3 \| Estats Units · República Txeca \| Bob Bryan / Mike Bryan Tomáš Berdych / Lukáš Dlouhý \| 7 5 \| 7 5 \| \| \| |                                                           |                                                           |                   |     |      |  |
| |                                                           |                                                           | 1                 | 2   | 3    |  |
| 1 | Estats Units · República Txeca                            | Sam Querrey Jan Hájek                                     | 6 3               | 7 5 |      |  |
| 2 | Estats Units · República Txeca                            | John Isner Tomáš Berdych                                  | 6 1               | 1 6 | 64 7 |  |
| 3 | Estats Units · República Txeca                            | Bob Bryan / Mike Bryan Tomáš Berdych / Lukáš Dlouhý       | 7 5               | 7 5 |      |  |

#### Austràlia vs. Espanya
| Austràlia 1 | Düsseldorf, Alemanya 20 – 21 de maig de 2010 Terra batuda | Düsseldorf, Alemanya 20 – 21 de maig de 2010 Terra batuda      | Espanya 2 |     |          |  |
| \| \| \| \| 1 \| 2 \| 3 \| \| \| - \| ------------------- \| -------------------------------------------------------------- \| --- \| --- \| -------- \| \| \| 1 \| Austràlia · Espanya \| Lleyton Hewitt Nicolás Almagro \| 1 6 \| 3 6 \| \| \| \| 2 \| Austràlia · Espanya \| Peter Luczak Daniel Gimeno-Traver \| 3 6 \| 2 6 \| \| \| \| 3 \| Austràlia · Espanya \| Lleyton Hewitt / Paul Hanley Daniel Gimeno-Traver / Marc López \| 3 6 \| 6 2 \| [10] [7] \| \| |                                                           |                                                                |           |     |          |  |
| |                                                           |                                                                | 1         | 2   | 3        |  |
| 1 | Austràlia · Espanya                                       | Lleyton Hewitt Nicolás Almagro                                 | 1 6       | 3 6 |          |  |
| 2 | Austràlia · Espanya                                       | Peter Luczak Daniel Gimeno-Traver                              | 3 6       | 2 6 |          |  |
| 3 | Austràlia · Espanya                                       | Lleyton Hewitt / Paul Hanley Daniel Gimeno-Traver / Marc López | 3 6       | 6 2 | [10] [7] |  |

## Final

### Argentina vs. Estats Units
| Argentina 2 | Düsseldorf, Alemanya 22 de maig de 2010 Terra batuda | Düsseldorf, Alemanya 22 de maig de 2010 Terra batuda     | Estats Units 1 |     |     |  |
| \| \| \| \| 1 \| 2 \| 3 \| \| \| - \| ------------------------ \| -------------------------------------------------------- \| --- \| --- \| --- \| \| \| 1 \| Argentina · Estats Units \| Juan Monaco Sam Querrey \| 1 6 \| 6 2 \| 6 3 \| \| \| 2 \| Argentina · Estats Units \| Horacio Zeballos Robby Ginepri \| 6 4 \| 67 \| 7 5 \| \| \| 3 \| Argentina · Estats Units \| Eduardo Schwank / Diego Veronelli Bob Bryan / Mike Bryan \| 1 6 \| 2 6 \| \| \| |                                                      |                                                          |                |     |     |  |
| |                                                      |                                                          | 1              | 2   | 3   |  |
| 1 | Argentina · Estats Units                             | Juan Monaco Sam Querrey                                  | 1 6            | 6 2 | 6 3 |  |
| 2 | Argentina · Estats Units                             | Horacio Zeballos Robby Ginepri                           | 6 4            | 67  | 7 5 |  |
| 3 | Argentina · Estats Units                             | Eduardo Schwank / Diego Veronelli Bob Bryan / Mike Bryan | 1 6            | 2 6 |     |  |